# 川勝忍
川勝 忍（かわかつ しのぶ、男性、1959年 - ）は、日本の医学者、精神科医。医学博士（山形大学、1988年）。山形大学医学部医学科精神医学講座准教授。研究テーマは、認知症性疾患の画像診断と臨床神経病理、精神疾患のSPECT研究など。山形県生まれ。

## 経歴
- 1984年 - 山形大学医学部卒業
- 1988年 - 医学博士（山形大学）
- 1998年 - 山形大学医学部医学科精神医学講座（精神科）講師
- 2001年 - 山形大学医学部医学科精神医学講座（精神科）准教授

## 学会活動
- 日本認知症学会評議員（1993年 - ）
- 日本老年精神医学会評議員（1994年 - ）
- 日本生物学的精神医学会評議員（1995年 - ）
- 日本神経病理学会評議員（1996年 - ）

## 最近の論文・記事
- 「家族性アルツハイマー病症例の脳イメージング所見と臨床病理」 Cognition and Dementia 6、2007年、26 - 32頁
- 「4大認知症の画像診断」 精神科治療学22、2007年、1391 - 1398頁
- 「認知症の行動心理学的症候に対する薬物療法」 Medical Asahi．April、2007年、46 - 47頁
- 「前頭側頭葉型変性症の画像診断 - とくに前頭側頭型認知症，Pick型と意味認知症について」 Dementia Japan 20、2006年、27 - 35頁
- 「認知症の脳画像」 精神科7、2005年、312 - 318頁
- 「各種脳炎」 日本臨床 領域別症候群シリーズ40 精神医学症候群 - 器質・症状性精神障害、2003年、303 - 306頁
- 「老年期の脳器質性精神障害」 最新精神医学7、2002年、59 - 65頁
- 「うつ病と高齢化社会」 心と社会32、2001年、24 - 26頁
- 「精神疾患への画像診断の応用 Alzheimer型痴呆 - SPECT」 臨床精神医学講座S10巻、中山書店、2000年、228 - 239頁